# パトリック・J・ケネディ

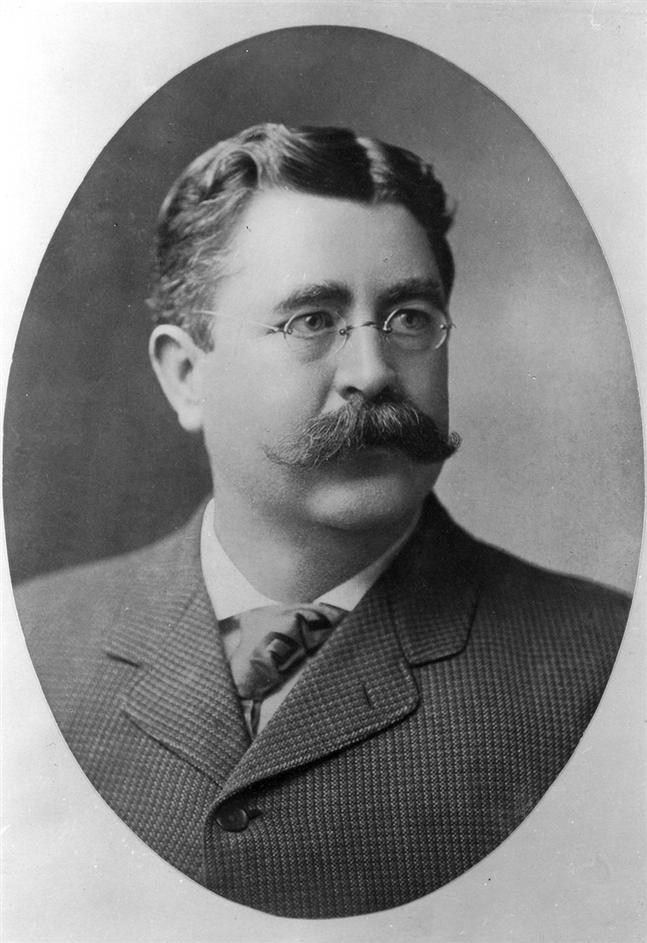
Ｐ・Ｊ・ケネディ（1900年頃）

パトリック・ジョセフ・ケネディ（Patrick Joseph Kennedy、1858年1月14日 - 1929年5月18日）は、アメリカの政治家。ジョセフ・P・ケネディの父で、元アメリカ合衆国大統領ジョン・F・ケネディ、元アメリカ合衆国上院議員ロバート・ケネディ、元上院議員エドワード・ケネディの父方の祖父。

## 初期の経歴
パトリック・ジョセフは、貧しいカトリック系移民のパトリック・ケネディとブリジット・ケネディ（旧姓マーフィー）夫妻の5人目の子供として生まれた。両親はアイルランドのウェックスフォード県ニューロスの出身であったが、カトリック教徒が資産を所有する、教育を受けることなどを禁じたカトリック罰則法（クラレンドン法典）と飢饉が脅威となって、アメリカへの移住を決めた。そして大西洋を横断し、マサチューセッツ州のボストンにたどり着いた。
二人の第一子だった息子ジョンは、パトリックが生まれた翌月にボストン東部で流行していたコレラで亡くなり、父も同じくコレラに屈した。パトリックはその後ケネディ家の男性で唯一生き残り、ケネディ家で初めて正式な教育を受けたが、14歳からは母と3人の姉を支えるため学校を中退してドックで港湾労働者として働いた。1880年代には蓄えた給料でバーを立ち上げ、それはその後ボストンの上流階級が利用する社交場になった。そしてバーは、ドック内で2番目の売上を誇る店となり、彼はわずか20代で州の下院議員に当選した。当選後はボストンのウイスキー輸入会社を将来有力だと考え買収した。
彼が1929年に亡くなる時には、石炭採掘会社の相当な株式を持っており、彼の財産は死後、ボストン東部のジェフェリーズ・ポイントで1人の息子と2人の娘の立派な家を建てた。

## 政治家として
パトリックは、常に少しの現金といくらかの賢明な助言で、裕福ではないアイルランド人を手伝い、ボストン東部（アイルランド移民とプロテスタント教徒が混在している地域）の大部分の人々の好感と尊敬を得ていた。彼はマサチューセッツ州下院議員を1884年から5年間務め、その後は州の上院議員を6年務めた。彼はボストンの主要な民主党議員として名声を確立し、セントルイスで開かれた1888年の全国党大会では、グロバー・クリーブランドからスピーチをするため招待された。1895年に政界を引退した後には、様々な選挙委員会や民主党の非公式戦略委員会の委員として政治キャリアを費やした。

## 結婚と子ども
1887年11月23日に、パトリック・ジョセフ・ケネディはメアリー・オーガスタ・ヒッキー・ケネディ（en:Mary Augusta Hickey Kennedy、ボストンの裕福な実業家の娘）と結婚した。
| 名前                      | 出生日         | 没日           | 年齢   | 備考                                                                               |
| ------------------------- | -------------- | -------------- | ------ | ---------------------------------------------------------------------------------- |
| ジョセフ・P・ケネディ     | 1888年9月6日   | 1969年11月18日 | 81歳   | 1914年10月7日にローズ・フィッツジェラルド・ケネディと結婚した。                    |
| フランシス・B・ケネディ   | 1891年3月11日  | 1892年1月14日  | 10ヶ月 |                                                                                    |
| メアリー・L・ケネディ     | 1892年8月6日   | 1971年11月18日 | 79歳   | 1927年10月12日にジョージ・W・コネリー（1898年6月10日 - 1971年8月29日）と結婚した。 |
| マーガレット・L・ケネディ | 1898年10月22日 | 1974年11月14日 | 76歳   | 1924年6月14日にチャールズ・J・バーク（1899年8月23日 - 1967年4月5日）と結婚した。   |

なお、エドワード・ケネディの息子であるパトリック・J・ケネディ二世は、本項のパトリック・J・ケネディの曾孫である。

## 遺産
1914年に、彼の息子ジョセフはボストン市長を務めたジョン・F・フィッツジェラルドの娘、ローズ・フィッツジェラルド・ケネディ（en:Rose Fitzgerald Kennedy）と結婚した。ジョセフとローズの結婚は、本質的なケネディ家の政治家族を作り、2人の間にはジョセフ・P・ケネディ・ジュニア（第二次世界大戦で死亡）、ジョン・F・ケネディ、ロバート・F・ケネディ、エドワード・ケネディを含む多くの子どもたちがいた。